# Інакші світи
Інші світи (англ. Elseworlds) — п'ятий щорічний кросовер супергеройських телесеріалів Всесвіту Стріли виробництва американського каналу The CW. Включає три частини: перша запланована на 9 грудня 2018 року і вийде в рамках телесеріалу «Флеш», друга — на 10 грудня 2018 року в рамках телесеріалу «Стріла», а третя — на 11 грудня як епізод «Супердівчина». В кросовері вперше з'являться такі персонажі як Бетвумен і Лоїс Лейн, а також вигадане місто Ґотем-Сіті. Згідно з основним синопсису, Флеш, Зелена стріла і Супердівчина будуть вирвані зі своїх реальностей і відправлені в Ґотем-Сіті, щоб зруйнувати плани доктора Джона Дігана на лікарню Аркхем.
Створення кросовера, а також той факт, що у ньому з'явиться Бетвумен і буде показаний Ґотем-Сіті, підтвердились на апфронті каналу The CW. Впродовж серпня-вересня 2018 року стало відомим, що Бетвумен зіграє актриса Рубі Роуз, Лоис Лейн — Бітсі Таллоч, а до ролі Супермена у всіх трьох частинах повернеться Тайлер Хеклін. Наприкінці вересня, з початком зйомок, стала відома офіційна назва очікуваного кросовера.

## Синопсис
Співробітник психіатричної лікарні Аркхем Джон Діган невідомим чином змінює реальність, в результаті чого Олівер Квін і Барі Аллен обмінюються життями, а Кара Зор-Ел і Алекс більше не сестри. І тільки ці три супергерої знають, що такий стан речей не є нормальним. Вони відправляються у Ґотем-Сіті, щоб повернути все назад до норми.

## Актори і персонажі

### Основні і другорядні
В рамках сюжету кросовера планується «обмін ролями» між Барі Аленом і Олівером Квіном.
| Актор              | Персонаж                               | Серія     | Серія     | Серія       |
| Актор              | Персонаж                               | «Флеш»    | «Стріла»  | «Супергерл» |
| ------------------ | -------------------------------------- | --------- | --------- | ----------- |
| Грант Гастін       | Барі Ален / Флеш                       | Регулярно | Гість     | Гість       |
| Грант Гастін       | Олівер Квін / Зелена стріла            | Регулярно | Гість     | Гість       |
| Даніель Панабейкер | Кейтлін Сноу / Вбивця Мороз            | Регулярно | Гість     | TBA         |
| Карлос Вальдес     | Циска Рамон / Вайб                     | Регулярно | Гість     | TBA         |
| Стівен Амелл       | Олівер Квін / Зелена стріла            | Гість     | Регулярно | Гість       |
| Стівен Амелл       | Баррі Аллен / Флеш                     | Гість     | Регулярно | Гість       |
| Девід Ремсі        | Джон Дігл / Спартанець                 | TBA       | Регулярно | TBA         |
| Емілі Бетт Рікардс | Фелісіті Смоук / Спостерігач           | TBA       | Регулярно | TBA         |
| Ечо Келлум         | Кертіс Голт / Містер Терріфік          | TBA       | Регулярно | TBA         |
| Меліса Бенойст     | Кара Зор-Ел / Кара Денверс / Супергерл | Гість     | Гість     | Регулярно   |
| Тайлер Хеклін      | Кал-Ел / Кларк Кент / Супермен         | Гість     | Гість     | Гість       |
| Рубі Роуз          | Кейт Кейн / Бэтвумен                   | Гість     | Гість     | Гість       |
| Бітсі Таллоч       | Лоїс Лейн                              | Гість     | TBA       | Гість       |

### Запрошені
- Кассандра Джин в ролі Нори Фрайс[en][9]
- Джеремі Девіс в ролі доктора Джона Дігана[2]
- Ламоніка Гарретт в ролі Мар Нови / Монітора[en][10]

## Виробництво

### Ранній етап
Вперше про кросоверах між супергеройскими серіалами The CW заговорили, коли у другому сезоні телесеріалу «Стріла» з'явився Баррі Аллен, ще до виходу його сольного проекту. На наступний рік восьмі епізоди третього сезону «Стріли» і першого сезону «Флеша» були об'єднані в перший щорічний кросовер «Флеш проти Стріли», що складається з двох частин. В січні 2015 року президент The CW Марк Педовіц розкрив, що канал має намір створювати кросовери кожен сезон. У телевізійному сезоні 2015-16 вийшов «Герої об'єднуються», який підготував ґрунт для нового проекту, яким став командний супергеройський серіал «Легенди завтрашнього дня». У сезоні 2016-2017 вийшов повноцінний і незалежний кросовер «Вторгнення!», до якого крім восьмих серій третього сезону «Флеша» і п'ятого сезону «Стріли», а також сьомого епізоду першого сезону «Легенд завтрашнього дня» включають також епізод другого сезону «Супергерл» під назвою «Медуза». Ще через рік побачив світ «Кризу на Землі-X», який вперше офіційно включав всі чотири супергеройські проекти The CW. Крім того, події кросовера були пов'язані з сюжетом анімаційного вебсеріалу «Борці за свободу: Промінь».
У травні 2018 року Марк Педовіц і головний актор «Стріли» Стівен Амелл презентували на новому апфронті каналу The CW черговий щорічний кросовер, в якому повинна з'явиться Бетвумен, а також показано її рідний Ґотем-Сіті. Незважаючи на це, кросовер ніяк не буде пов'язаний з проектом телеканалу Fox «Ґотем». У липні було оголошено про плани на створення сольного телесеріалу про Бетвумен. Творцем і сценаристом потенційного супергеройського проекту була призначена Керолайн Дріс, вона ж стала консультантом при виробництві кросовера. Крім цього, підтвердилася інформація про те, що Легенди не будуть брати участь у подіях кросовера. Шоуранер «Легенд завтрашнього дня» Філ Клеммер пояснив це тим, що, оскільки кросовер готує ґрунт для серіалу про Бетвумен, «це стало питанням можливостей». Він також додав, що в нинішньому сезоні серіалу буде тільки 16 епізодів, кросовер «став би надшвидким ударом по атмосфері, навіть відхиленням, в цьому році у нас просто немає часу відволікатися від основного сюжету».
В кінці вересня стало відомо, що кросовер отримав назву Elseworlds (з англ. — "Інші світи"), що є відсиланням до відомого однойменного імпринту DC Comics, який випускав серії коміксів, які показували відомих персонажів коміксів DC в незвичайній обстановці і тому перебували поза основним каноном. 18 жовтня 2018 року з'явилася інформація, про те, що можливо майбутній кросовер готує ґрунт не тільки для потенційного серіалу про Бетвумен, але і для окремого серіалу про Супермена.

### Робота над сценарієм
За словами Стівена Амелла, «Інші світи» не буде настільки ж масштабною, як попередні щорічні кросовери, і буде в більшій мірі «зосереджений на персонажах і сюжеті». Сценарії до всіх частин кросовера були завершені до середини вересня 2018 року.

### Підбір акторів
На початку серпня на роль Бетвумен в кросовері і потенційному сольному серіалі про супергероїню була затверджена Рубі Роуз. У тому ж місяці було розкрито, що Тайлер Геклін знову зіграє Супермена у всіх трьох частинах, а також що в кросовері з'явиться Лоїс Лейн. До середини вересня цю роль отримала актриса Бітсі Таллоч, а дружині Стівена Амелла Кассандрі Джин Амелл дісталася роль Норы Фрайс. В якості головного антагоніста, доктора Джона Дигана, з'явиться Джеремі Девіс, а «видатну роль» Мар Нову / МонитораМар Нову / Монітора отримав Ламоніка Гаррет.

### Зйомки
Зйомки кросовера стартували 9 жовтня 2018 року.

## Реліз
Кросовер включає три частини: перша запланована на 9 грудня 2018 року і вийде в рамках телесеріалу «Флеш», друга — на 10 грудня 2018 року в рамках телесеріалу «Стріла», а третя — на 11 грудня як епізод «Супердівчина».